# Tivoli med vänner
Tivoli med vänner, senare Tivoli, var en svensk serietidning för barn om åtta djur som driver ett kringresande tivoli. Tidningen gavs ut av Positiv Förlag, med Camilla Nyman och Jennie Warg som ägare. Tidningen startade 2009 och  bytte m till Tivoli 2011. Den lades ned i maj 2012.